# 高田鉄男
高田 鉄男（たかた てつお、1981年9月18日-）は、日本の元アメリカンフットボール選手、コーチ。大阪府出身。現役時代のポジションはQB。身長180cm、体重82kg（大学時は90kg登録であった）。QBとしては大柄な方で、パス攻撃の多彩さに加え、パワフルな自身のランも魅力の一つである。2007年アメリカンフットボール・ワールドカップ日本代表。

## 略歴

### 大学以前
タッチ・フットボールチーム波除モンキーズでキャリアをスタート。大阪産業大学付属高校のエースQBとして活躍。1999年にはクリスマスボウルを制覇する。

### 大学時代
2000年、立命館大学に進み、アメリカンフットボール部に入部する。ラン･パス共に優れた高田の能力を生かすべく、攻撃チームはショットガン･フォーメーションを採用し、高田は1年次からスターターQBとして活躍する。しかしDL石田力哉やエースQBの尾崎陽介などを擁した関西学院大学の壁は厚く、1、2年次は甲子園ボウルへは進めなかった。
翌2002年の関西学生リーグ、阪急西宮スタジアムで行われた関西学院大学戦では高校時代からのホットラインである木下典明への91ヤード先制タッチダウンを奪う活躍を見せるが、第1クオーターで負傷交代する。しかし、その後は控えQBの椙田圭輔が高田に劣らないクオーターバッキングを見せ、最終的に48 - 14で関西学院大学に圧勝した。高田はその後の甲子園ボウルを欠場するが、年間最優秀選手賞であるミルズ杯を受賞する。ライスボウルにて復帰し、社会人王者のシーガルズを降して初めて日本一の座を獲得した。
2003年度、4年次にはパンサーズの中心選手として活躍し、副将の河瀬聡や同学年の冷水哲・1学年下の長谷川昌詠らのレシーバー陣やエースRBの岸野公彦の活躍もあり、秋季リーグは2年連続の全勝優勝を果たし、念願であった甲子園の土を踏んだ。甲子園ボウルでは法政大学を降し、2年連続でミルズ杯を受賞する。ライスボウルでは、2本のタッチダウンやスペシャルプレーを演出するなどの活躍で、オンワードスカイラークスを降して日本一となり、大会MVPであるポールラッシュ杯を受賞した。
卒業できず留年になった2004年度はQBコーチとしてチームをサポートする。チームは甲子園ボウルを制覇するが。ライスボウルでは立命館大学OBの多く所属する松下電工インパルスに敗れる。
2005年3月、立命館大学経営学部卒業。

### 大学以後

#### 松下電工インパルスへ電撃入団
大学卒業後、大手保険会社に就職したが、8月のXリーグの登録締切直前に松下電工に中途入社。本来は翌年春の入社予定であったが「来てもらうなら早いほうがいい」との会社側の判断で中途採用となった。秋季リーグ第2節の神戸ファイニーズ戦でデビューし、第3節のイワタニサイドワインダーズ戦では、2回中1回のパス成功を記録するなど非凡なところを見せた。その後はレギュラーQBとしてオフェンスを支える。
2007年度は社会人王者としてライスボウルに出場。学生王者の関西学院大学ファイターズを降し、高校、大学時代に続いて社会人でも日本一を達成した。大学時代以来2度目となるポール・ラッシュ杯も受賞し、日大、レナウンで受賞した松岡秀樹に続いて大学、社会人の双方で受賞した史上2人目の選手となった。また、同年日本での開催となった第3回ワールドカップ日本代表にも選出された。（結果は準優勝。）
2008年度には会社名変更によりチーム名がパナソニック電工インパルスに変更。2年連続でライスボウルに出場したが、学生王者の母校・立命館大学パンサーズに接戦の末、13-17で敗れた。